# Antonin Guigonnat
Antonin Guigonnat (* 16. července 1991 Ambilly) je francouzský biatlonista a dvojnásobný mistr světa.
V závodech světového poháru zvítězil ve třech kolektivních závodech, včetně závodu smíšených dvojic na Mistrovství světa 2021. V individuálních soutěžích získal několikrát pódiové umístění, nejvíce na sebe upozornil druhým místem v závodu s hromadným startem na Mistrovství světa 2019.
Jeho mladší sestra Gilonne je také biatlonistka.

## Výsledky

### Olympijské hry a mistrovství světa
| Sezóna  | Akce | Místo                | SP          | SZ          | HZ          | IZ          | ŠT          | SŠT         | SZD         | Věk    |
| ------- | ---- | -------------------- | ----------- | ----------- | ----------- | ----------- | ----------- | ----------- | ----------- | ------ |
| 2017/18 | ZOH  | Pchjongčchang        | 27.         | 19.         | 19.         | 23.         | 5.          | –           | –           | 26 let |
| 2018/19 | MS   | Östersund            | 20.         | 7.          | 2.          | –           | 6.          | –           | –           | 27 let |
| 2019/20 | MS   | Anterselva           | nestartoval | nestartoval | nestartoval | nestartoval | nestartoval | nestartoval | nestartoval | 28 let |
| 2020/21 | MS   | Pokljuka             | 14.         | 21.         | 17.         | –           | 4.          | –           | 1.          | 29 let |
| 2021/22 | ZOH  | Peking               | nestartoval | nestartoval | nestartoval | nestartoval | nestartoval | nestartoval | nestartoval | 30 let |
| 2022/23 | MS   | Oberhof              | 10.         | 14.         | 19.         | 58.         | 1.          | –           | –           | 31 let |
| 2023/24 | MS   | Nové Město na Moravě | nestartoval | nestartoval | nestartoval | nestartoval | nestartoval | nestartoval | nestartoval | 32 let |

Poznámka: Výsledky z olympijských her se do hodnocení světového poháru nezapočítávají, výsledky z mistrovství světa se dříve započítávaly, od mistrovství světa v roce 2023 se nezapočítávají.

## Vítězství v závodech světového poháru, na mistrovství světa a olympijských hrách

### Kolektivní
| Č.                           | sezóna    | datum           | místo                    | disciplína           |
| ---------------------------- | --------- | --------------- | ------------------------ | -------------------- |
| 1.                           | 2017/2018 | 10. března 2018 | Kontiolahti, Finsko      | smíšený závod dvojic |
| 2.                           | 2020/2021 | 23. ledna 2021  | Anterselva, Itálie       | štafeta              |
| 3.                           | 2020/2021 | 18. února 2021  | Pokljuka, Slovinsko (MS) | smíšený závod dvojic |
| MS                           | 2022/2023 | 18. února 2023  | Oberhof, Německo (MS)    | štafeta              |
| – závod na mistrovství světa |           |                 |                          |                      |